# 藤井淳 (ラグビー選手)
藤井 淳（ふじい じゅん、1982年8月10日 - ）は、日本のラグビー選手。

## プロフィール
- 愛知県出身。
- ポジションはスクラムハーフ(SH)。
- 身長 170cm、体重 77kg
- 日本代表キャップは6。
- ニックネームはジュン、J。

## 略歴
3歳からラグビーを始めた。
2001年、西陵商業高校卒業後、明治大学に入学。
2005年、明治大学卒業後、東芝府中ブレイブルーパスに加入。
2006年12月15日に行われたトップリーグ第2節の神戸製鋼コベルコスティーラーズ戦に途中出場して公式戦初出場を果たす。
2012年4月28日に行われたアジア5カ国対抗カザフスタン戦で日本代表初キャップを獲得した。
2018年度シーズンをもって東芝を退団することが発表された。
2023年7月18日、東芝ブレイブルーパス東京の採用担当に就任した事が発表された。